# 清泉寺石刻
清泉寺石刻，是位于中国山东省泰安市东平县东平街道尚庄村的元代石刻，2018年入选泰安市第五批文物保护单位。
清泉寺石刻由四处摩崖刻字组成，附近有刻字题记，落款均为“怡延年”。